# 3435 Boury
3435 Boury è un asteroide della fascia principale. Scoperto nel 1981, presenta un'orbita caratterizzata da un semiasse maggiore pari a 2,3238133 UA e da un'eccentricità di 0,0456946, inclinata di 7,71369° rispetto all'eclittica.